# ブラッド・シルバーリング
ブラッド・シルバーリング（Brad Silberling、1963年9月8日 - ）は、アメリカ合衆国の映画監督。

## 来歴
ワシントンD.C.に生まれる。カリフォルニア大学ロサンゼルス校で映画を専攻していたが、学業が修了する前に業界入り。プロダクション・アシスタントとしてキャリアをスタートし、子供番組などに携わっていた。
その後、『ヒッチコック劇場』や『天才少年ドギー・ハウザー』などのテレビドラマの監督をするようになり、1995年にクリスティーナ・リッチ主演のファンタジー映画『キャスパー』で長編映画監督デビューを果たす。
監督するに至っては、本作の製作総指揮であったスティーヴン・スピルバーグの強い推薦があり、彼からの直接の電話でオファーを受けている。その後も、着々とキャリアを重ねて行き、ダスティン・ホフマン出演の『ムーンライト・マイル』や、ジム・キャリー主演の『レモニー・スニケットの世にも不幸せな物語』、ウィル・フェレル主演の『マーシャル博士の恐竜ランド』などが代表作にある。
2002年に制作した映画『ムーンライト・マイル』は、1989年、当時恋人だった女優のレベッカ・シェイファーがストーカーにより射殺された時に体験した自身と彼女の家族との関わりを基にしたものである。
1995年にNYPDブルーに出演していた女優のエイミー・ブレネマンと結婚し、二児の父親でもある。
2005年に『レモニー・スニケットの世にも不幸せな物語』のプロモーションで、同映画にて出演している当時子役のリアム・エイケンとエミリー・ブラウニングらと共に来日も果たし、麻布迎賓館で記者会見も行った。

## 監督作品

### 映画
- Repairs（1987）※短編・ウーピー・ゴールドバーグ主演
- キャスパー Casper（1995）
- シティ・オブ・エンジェル City of Angels（1998）
- ムーンライト・マイル Moonlight Mile（2002）
- レモニー・スニケットの世にも不幸せな物語 Lemony Snicket's A Series of Unfortunate Events（2004）
- 素敵な人生のはじめ方 10 Items or Less（2006）
- マーシャル博士の恐竜ランド Land of the Lost（2009）

### テレビドラマ
- ヒッチコック劇場 Alfred Hitchcock Presents（1989）
- 天才少年ドギー・ハウザー Doogie Howser, M.D.（1990–1991）
- L.A.ロー 七人の弁護士 L.A. Law（1992）
- NYPDブルー NYPD Blue（1993–1996）
- フェリシティの青春 Felicity（2001）